# Bengt Andersson i Ubby Bjuggagården
Bengt Andersson (i riksdagen kallad Andersson i Ubby Bjuggagården), född 9 december 1759 i Stora Mellby socken, död 12 januari 1833 i Stora Mellby socken, var en svensk riksdagsman i bondeståndet.
Andersson företrädde Väne och Bjärke härader av Älvsborgs län vid riksdagen 1809–1810 och Väne, Bjärke, Flundre, Ale och Vättle härader vid riksdagarna 1810 och 1812 samt Väne och Bjärke härader 1815.
Vid 1810 års urtima riksdag var han ledamot i statsutskottet och elektor för val av tryckfrihetskommitterade. Under den urtima riksdagen 1812 var han ledamot i konstitutionsutskottet och i förstärkta statsutskottet. Han var vid 1815 års riksdag ledamot i statsutskottet.